# Havredal
Havredal är en by i Danmark.   Den ligger i Viborgs kommun och Region Mittjylland. Havredal ligger 64 meter över havet och antalet invånare är 153. Närmaste större samhälle är Viborg, 17 km nordost om Havredal. 